# Список державних і національних гімнів
     Англомовні (41)
     Франкомовні (23)

     Арабомовні (22)

     Іспаномовні (20)

     Порт. мовою (8)

     Іншомовні (104)

## Гімни за континентом

### Європа
| Держава              | Назва | Затвердження                                          | Слова | Мелодія                                                                            | Аудіофайл |
| -------------------- | --- | ----------------------------------------------------- | --- | ---------------------------------------------------------------------------------- | --------- |
| Австрія              | «Край гір, край річок» (нім. «Land der Berge, Land am Strome»)                                                                   | 22 жовтня 1946 (музика) 25 лютого 1947 (слова)        | Паула фон Прерадович | Вольфганг Амадей Моцарт, 1791 Іоганн Хольцер                                       |           |
| Азербайджан          | «Азербайджанський Марш» (азерб. «Azərbaycan marşı»)                                                                              | 27 травня 1992                                        | Ахмед Джавад, 1919 | Узеїр Гаджибеков, 1919                                                             |           |
| Албанія              | «Гімн прапору» (алб. «Himni i Flamurit»)                                                                                         | 1912                                                  | Александр Ставре Дренова, 1912 | Чіпріан Порумбеску                                                                 |           |
| Андорра              | «Карл Великий» (кат. «El gran Carlemany»)                                                                                        | 1914 (де-факто) 8 вересня 1921 (де-юре)               | Хуан Бенльок | Енрік Марфань                                                                      |           |
| Бельгія              | «Пісня про Брабант» (нід. «De Brabançonne» фр. «La Brabançonne» нім. «Das Lied von Brabant»)                                     | вересень 1830                                         | Луі Александр Деше, Констянтин Роденбах | Франсуа ван Кампенгаут, 1830                                                       |           |
| Білорусь             | «Ми, білоруси» (біл. «Мы, беларусы»)                                                                                             | 24 вересня 1955 (музика) 2 липня 2002 (слова)         | Михайло Клімкович, 1955 та Володимир Каризна, 2002 | Нестор Соколовський, 1944                                                          |           |
| Болгарія             | «Мила Батьківщина» (болг. «Мила Родино»)                                                                                         | 1964                                                  | Цветан Радославов, 1885 та інші | Цветан Радославов, 1885 та інші                                                    |           |
| Боснія і Герцеговина | «Інтермеццо» (босн. «Intermezzo» серб. «Интермецо» хорв. «Intermezzo»)                                                           | 1999                                                  | Душан Шестіч | Душан Шестіч                                                                       |           |
| Ватикан              | «Гімн і марш понтифіка» (лат. «Hymnus et modus militaris Pontificalis» італ. «Inno e Marcia Pontificale»)                        | 24 грудня 1949                                        | Раффаело Лаваньє (варіант на латині) Антоніо Аллегра (італомовний варіант) | Шарль Гуно                                                                         |           |
| Велика Британія      | «Боже, бережи королеву» (англ. «God Save the Queen»)                                                                             | 15 жовтня 1745                                        | ? | ?                                                                                  |           |
| Вірменія             | «Наша Батьківщина» (вірм. «Մեր Հայրենիք»)                                                                                        | 1 липня 1991                                          | Мікаел Налбандян | Барсег Каначян                                                                     |           |
| Греція               | «Гімн свободі» (грец. «Ύμνος εις την Ελευθερίαν»)                                                                                | 1865                                                  | Діонісіос Соломос, 1823 | Ніколаос Мандзарос                                                                 |           |
| Грузія               | «Свобода» (груз. «თავისუფლება»)                                                                                                  | 20 травня 1904                                        | Давід Маградзе | Захарій Паліашвілі                                                                 |           |
| Данія                | «Є чудова країна» (дан. «Der er et yndigt land»)                                                                                 | 1835                                                  | Адам Готлоб Еленшлегер, 1819 | Ганс Кронер, 1835                                                                  |           |
| Естонія              | «Моя Батьківщина, моє щастя і радість» (ест. «Mu isamaa, mu õnn ja rõõm»)                                                        | 1920                                                  | Йоганн Вольдемар Яннсен, 1869 | Мелодія з фінського гімну «Наш край», Фредріка Паціуса, 1848                       |           |
| Ірландія             | «Пісня солдата» (англ. «The Soldier's Song» ірл. «Amhrán na bhFiann»)                                                            | 12 липня 1926                                         | Педар Керні (англомовний варіант), 1907 Ліам Орін (варіант ірландською), 1923 | Педар Керні та Патрик Хінай, 1907                                                  |           |
| Ісландія             | «Бог нашої землі» (ісл. «Lofsöngur»)                                                                                             | 2 серпня 1874                                         | Маттіас Йокумссон | Свейнб'єрн Свейнб'єрнссон                                                          |           |
| Іспанія              | «Королівський марш» (ісп. «La marcha real»)                                                                                      | 1770—1873 1874—1931 17 липня 1937                     | — | ?                                                                                  |           |
| Італія               | «Пісня італійців» (італ. «Il Canto degli Italiani»)                                                                              | 12 жовтня 1946 (де-факто), 23 листопада 2012 (де-юре) | Гоффредо Мамелі, 1847 | Мікеле Новаро, 1847                                                                |           |
| Кіпр                 | «Гімн свободі» (грец. «Ύμνος εις την Ελευθερίαν»)                                                                                | 1966                                                  | Слова з грецького гімну «Гімн свободі», Діонісіоса Соломоса, 1823 | Мелодія з грецького гімну «Гімн свободі», Ніколаоса Мандзароса                     |           |
| Латвія               | «Боже, благослови Латвію!» (латис. «Dievs, svētī Latviju!»)                                                                      | 7 червня 1920                                         | Карліс Бауманіс, 1873 | Карліс Бауманіс, 1873                                                              |           |
| Литва                | «Національна пісня» (лит. «Tautiška giesmė»)                                                                                     | 1919—1940 1944—1950 1988                              | Вінцас Кудірка, 1898 | Вінцас Кудірка, 1898                                                               |           |
| Ліхтенштейн          | «Високо над молодим Рейном» (нім. «Oben am jungen Rhein»)                                                                        | 1920, 1963 (редагування)                              | Якоб Йозеф Яух, 1850 | Невідомий автор (можливо Генрі Кері)                                               |           |
| Люксембург           | «Наша Батьківщина» (люксемб. «Ons Heemecht») (фр. «Notre patrie» (нім. «Unsere Heimat»)                                          | 1895                                                  | Мішель Ленц, 1859 | Жанн Антуан Ціннен, 1864                                                           |           |
| Північна Македонія   | «Сьогодні над Македонією» (мак. «Денес над Македонија»)                                                                          | 11 серпня 1992                                        | Владо Малеський, 1941 | Тодор Скаловський, 1843                                                            |           |
| Мальта               | «Гімн Мальти» (мальт. «L-Innu Malti»)                                                                                            | 1964                                                  | Дун Карм Псаіла, 1922 | Роберт Самут, 1922                                                                 |           |
| Молдова              | «Наша мова» (рум. «Limba noastră»)                                                                                               | 1994 (де-факто), 17 липня 1995 (де-юре)               | Алексей Матеєвич | Александру Крістя                                                                  |           |
| Монако               | «Гімн монегасків» (фр. «Hymne monégasque»)                                                                                       | 1848                                                  | Луї Нотарі, 1931 | Теофіл Белландо де Кастор, 1841 (редагування Леона Дженіна)                        |           |
| Нідерланди           | «Пісня Вільгельма» (нід. «Het Wilhelmus»)                                                                                        | 1568 (де-факто), 10 травня 1932 (де-юре)              | Невідомий автор, 1896 (можливо Філіп ван Марнікс або Бальтазар Ховаєр) | Адріан Валерій                                                                     |           |
| Німеччина            | «Пісня німців» (нім. «Das Lied der Deutschen»)                                                                                   | 1922—1945 6 травня 1952                               | Гофман фон Фаллерслебен, 1841 | Йозеф Гайдн, 1797                                                                  |           |
| Норвегія             | «Так, ми любимо цей край» (норв. «Ja, vi elsker dette landet»)                                                                   | 17 травня 1864 (де-факто)                             | Б'єрнстьєрне Б'єрнсон, 1859 | Рікард Нордрок, 1864                                                               |           |
| Польща               | «Мазурка Домбровського» (пол. «Mazurek Dąbrowskiego») також має назву «Ще Польща не згинула» (пол. «Jeszcze Polska nie zginęła») | 27 лютого 1927                                        | Юзеф Вибіцький, 1797 | Народна мелодія                                                                    |           |
| Португалія           | «Португальська (пісня)» (порт. «A Portuguesa»)                                                                                   | 5 жовтня 1910 (де-факто), 19 липня 1911 (де-юре)      | Енріке Лопеш де Мендонса, 1890 | Алфреду Кейл, 1890                                                                 |           |
| Росія                | Державний гімн Російської федерації (рос. Государственный гимн Российской федерации)                                             | 25 грудня 2000 (музика) 30 грудня 2000 (слова)        | Габріель Уреклян, 1943 та Сергій Михалков, 2000 | Мелодія з гімну Союзу Радянських Соціалістичних Республік, Олександра Александрова |           |
| Румунія              | «Прокинься, румуне!» (рум. «Deşteaptă-te, române!»)                                                                              | 1989                                                  | Андрей Мурешану, 1848 | Антон Панн та Георге Ученеску, 1848                                                |           |
| Сан-Марино           | Національний гімн Республіки Сан-Марино (італ. Inno nazionale della Repubblica di San Marino)                                    | 11 вересня 1894                                       | Федеріко Консоло | Федеріко Консоло                                                                   |           |
| Сербія               | «Боже правди» (серб. «Боже правде»)                                                                                              | 1882—1918 8 листопада 2006                            | Йован Джорджевич, 1872 | Даворин Єнко, 1872                                                                 |           |
| Словаччина           | «Над Татрами блискавка сяє» (словац. «Nad Tatrou sa blýska»)                                                                     | 13 грудня 1918 (де-факто), 1 січня 1993 (де-юре)      | Янко Матушка, 1844 | Народна мелодія                                                                    |           |
| Словенія             | «Будьмо» (словен. «Zdravljica»)                                                                                                  | 27 вересня 1989                                       | Франце Прешерен, 1844 | Станко Премрлу, 1905                                                               |           |
| Туреччина            | «Марш незалежності» (тур. «İstiklâl Marşı»)                                                                                      | 12 березня 1921                                       | Мехмет Акіф Ерсой, 1921 | Осман Зекі Юнгер                                                                   |           |
| Угорщина             | «Боже, благослови угорців» (угор. «Isten, áldd meg a magyart»)                                                                   | 1844                                                  | Ференц Кельчеї, 1823 | Ференц Еркель                                                                      |           |
| Україна              | «Ще не вмерла України і слава, і воля»                                                                                           | 1917—1920 15 січня 1992 6 березня 2003 (редагування)  | Павло Чубинський, 1862 | Михайло Вербицький, 1863                                                           |           |
| Фінляндія            | «Наш край» (фін. «Maamme» швед. «Vårt land»)                                                                                     | 1867                                                  | Юган Людвіг Рунеберг, 1846 | Фредрік Паціус, 1948                                                               |           |
| Франція              | «Марсельєза» (фр. «La Marseillaise»)                                                                                             | 14 липня 1795                                         | Клод Жозеф Руже де Ліль, 1792 | Клод Жозеф Руже де Ліль, 1792                                                      |           |
| Хорватія             | «Чарівна наша Батьківщина» (хорв. «La Tchadienne»)                                                                               | 21 грудня 1990                                        | Антун Міханович | Йосип Рун'янін                                                                     |           |
| Чехія                | «Де дім мій?» (чеськ. «Kde domov můj.»)                                                                                          | 1918 (де-факто), 1 січня 1993 (де-юре)                | Йосеф Каєтан Тил, 1834 | Франтішек Шкроуп, 1834                                                             |           |
| Чорногорія           | «О, світла травнева зоре» (чорн. «Ој свијетла мајска зоро»)                                                                      | 2004                                                  | Народна пісня, 1863 | Невідомий автор (редагування Секула Дрлевичем, 1937)                               |           |
| Швейцарія            | «Швейцарський псалом» (нім. «Schweizerpsalm» фр. «Cantique suisse» італ. «Salmo Svizzero» ромш. «Psalm svizzer»)                 | 1961 (де-факто), 1 квітня 1981 (де-юре)               | Леонард Відмер (німецькомовний варіант), Шарль Шателанат (франкомовний варіант), Каміло Вальсанджакомо (варіант італійською), Гіон Антоні Бюллер та Альфонс Тюор (варіант ретороманською) | Альберік Цвіссіг, 1841                                                             |           |
| Швеція               | «Ти стародавня, ти вільна» (швед. «Du gamla, du fria»)                                                                           | XIX століття (де-факто)                               | Ріхард Дюбек, 1844 | Народна мелодія                                                                    |           |

### Азія
| Держава           | Назва | Затвердження                                              | Слова                                                                    | Мелодія                                                                                  | Аудіофайл |
| ----------------- | --- | --------------------------------------------------------- | ------------------------------------------------------------------------ | ---------------------------------------------------------------------------------------- | --------- |
| Афганістан        | Національний гімн Афганістану (пушту دا وطن افغانستان دی)                                                                              | травень 2006                                              | Абдул Барі Джахані                                                       | Бабрак Васса                                                                             |           |
| Бангладеш         | «Моя золота Бенгаліє» (бенг. «আমার সোনার বাংলা»)                                                                                             | 1 січня 1972                                              | Рабіндранат Тагор, 1905                                                  | Рабіндранат Тагор, 1905                                                                  |           |
| Бахрейн           | «Наш Бахрейн» (араб. «نشيد البحرين الوطني»)                                                                                            | 1971                                                      | Мохамед Судкі Айяш                                                       | ?                                                                                        |           |
| Бруней            | «Боже, благослови Султана» (араб. «لله فليهاراكن سلطن»)                                                                                | 1951                                                      | Пенгіран Хеджі Мохамед Юсуф бін Пенгіран Абдул Рахім, 1947               | Хаджі Аванг Бесар бін Сагап, 1947                                                        |           |
| Бутан             | «Королівство дракона» (дзонґ-ке «འབྲུག་ཙན་དན་»)                                                                                          | 1953                                                      | Гялдун Тінлі                                                             | Аку Тонгмі                                                                               |           |
| В'єтнам           | «Військовий марш» (в'єт. «Tiến quân ca»)                                                                                               | 13 серпня 1945 (Північний В'єтнам) 2 липня 1976 (В'єтнам) | Ван Као, 1944                                                            | Ван Као, 1944                                                                            |           |
| Ємен              | Національний гімн Ємену (араб. نشيد اليمن الوطني)                                                                                      | 1990                                                      | Абдулла Абдулвахаб Номан, 1879                                           | Айюб Таріш, 1879                                                                         |           |
| Ізраїль           | «Надія» (івр. «התקווה») | 1948 (де-факто), 10 листопада 2004 (де-юре)               | Нафталі Герц Імбер, 1877                                                 | Народна мелодія Молдови (редагування Шмуель Коеном, 1888)                                |           |
| Індія             | «Душа народу» (бенг. «জন গণ মন») | 24 січня 1950                                             | Рабіндранат Тагор, 1911                                                  | Рабіндранат Тагор, 1911                                                                  |           |
| Індонезія         | «Велика Індонезія» (індонез. «Indonesia Raya»)                                                                                         | 17 серпня 1945                                            | Вазі Рудольф Супратман, 1924                                             | Вазі Рудольф Супратман, 1924                                                             |           |
| Ірак              | «Моя Батьківщина» (араб. «موطني») | 2004                                                      | Ібрагім Тукан, 1934                                                      | Мухаммад Фулейфіль                                                                       |           |
| Іран              | «Сонце здіймається зі сходу» (перс. «سرود ملی جمهوری اسلامی ایران»)                                                                    | 1990                                                      | Невідомий автор, 1989                                                    | Хасан Ріяхі, 1988                                                                        |           |
| Йорданія          | «Королівський гімн Йорданії» (араб. «السلام الملكي الأردني»)                                                                           | 1946                                                      | Абдельмунім ар-Ріфаї                                                     | Абдуль Кадир аль-Тенір                                                                   |           |
| Казахстан         | «Мій Казахстан» (каз. «Менің Қазақстаным»)                                                                                             | 6 січня 2006                                              | Жумекен Нажимеденов, 1956 (редагування Нурсултаном Назарбаєвим, 2005)    | Шамші Калдаяков                                                                          |           |
| Камбоджа          | «Королівство королівств» (кхмер. «បទនគររាជ»)                                                                                            | 1941—1970 1993                                            | Чуон Нат, 1950                                                           | Ф. Перучот, Джей. Джекіл, Нородом Сурамаріт, 1939                                        |           |
| Катар             | «Мир Еміру» (араб. «السلام الأميري»)                                                                                                   | 7 грудня 1996                                             | Мубарак бін Саіф аль-Тані                                                | Абдулазіз Насер                                                                          |           |
| Киргизстан        | Державний гімн Киргизької Республіки (кирг. Кыргыз Республикасынын Мамлекеттик Гимни (рос. Государственный гимн Киргизской Республики) | 18 грудня 1992                                            | Джаліл Садиков, Шабданбек Кулуєв                                         | Насир Давлесов та Калия Молдобасанов                                                     |           |
| КНР               | «Марш добровольців» (спрощ.: «义勇军进行曲»; кит. трад.: «義勇軍進行曲»; піньїнь: «Yìyǒngjūn Jìnxíngqǔ»)                               | 27 вересня 1949 (де-факто), 14 березня 2004 (де-юре)      | Тянь Хань, 1935                                                          | Нє Ер, 1935                                                                              |           |
| Кувейт            | Національний гімн Кувейту (араб. النشيد الوطني الكويتي)                                                                                | 25 лютого 1978                                            | Ахмад Мешарі аль-Адвані                                                  | Ібрагим аль-Сула                                                                         |           |
| Лаос              | «Національний гімн Лаоса» (лаос. ເພງຊາດລາວ)                                                                                            | 1947                                                      | Сісана Сісан, 1975                                                       | Тонгді Соунзоневічіт, 1941                                                               |           |
| Ліван             | Національний гімн Лівану (араб. النشيد الوطني اللبناني)                                                                                | 12 липня 1927                                             | Рашид Нахля, 1925                                                        | Вадих Сабра, 1925                                                                        |           |
| Малайзія          | «Моя країна» (малай. «Negaraku») | 5 серпня 1957                                             | Сайфул Бахрі та інші, 1957                                               | П'єр-Жан Беранже, 1957                                                                   |           |
| Мальдіви          | «Вітаємо нашу країну» (мальд. «ޤައުމީ ސަލާމް»)                                                                                               | 1972                                                      | Мухаммад Жамель Діді, 1948                                               | Пандіт Ванакуватавадуге Амарадева, 1972                                                  |           |
| Монголія          | Національний гімн Монголії (монг. Монгол улсын төрийн дуулал)                                                                          | 26 травня 1950                                            | Цендийн Дамдінсурен                                                      | Білегійн Дамдінсурен, Лувсанжамбин Мурдорж                                               |           |
| М'янма            | «До кінця світу ми кохатимемо нашу М'янму» (бірм. «ကမ္ဘာမကျေ»)                                                                             | 22 вересня 1947                                           | Схая Тін                                                                 | Схая Тін                                                                                 |           |
| Непал             | «Ми — тисячі квітів» (неп. «सयौं थुँगा फूलका»)                                                                                                | 3 серпня 2007                                             | Бьякул Майла, 2007                                                       | Амбер Гурунг                                                                             |           |
| ОАЕ               | «Нехай живе моя країна» (араб. «عيشي بلادي»)                                                                                           | 1971 (музика) 1996 (слова)                                | Ариф Ель Шейх Абдулла Ель Хассан, 1996                                   | Саад Абдель Вахаб                                                                        |           |
| Оман              | «Боже, благослови Султана» (араб. «لله فليهاراكن سلطن»)                                                                                | 1970                                                      | Рашид бін Узаїз Аль Кхусфіді                                             | Джеймс Фредерік Мілс                                                                     |           |
| Пакистан          | «Благословенна священна земля» (урду پاک سرزمین شاد باد)                                                                               | серпень 1954                                              | Хафез Джаллундарі                                                        | Акбар Мохаммед, 1949                                                                     |           |
| Палестина         | «Воїн» (араб. «فدائي») | 1997                                                      | Саїд Аль Музаїн, 1965                                                    | Алі Ізмаель, 1965                                                                        |           |
| Папуа Нова Гвінея | «О, встаньте всі сини!» (англ. «O Arise, All You Sons»)                                                                                | 16 вересня 1975                                           | Том Шаклейді                                                             | Том Шаклейді                                                                             |           |
| Південна Корея    | «Патріотична пісня» (кор. «애국가») | 1948                                                      | Невідомий автор, 1896 (можливо Юн Чхі Хо або Ан Чан-Хо)                  | Ан Ік Тхе, 1935                                                                          |           |
| ПАР               | Національний гімн Південно-Африканської республіки (англ. National anthem of South Africa афр. «Nkosi Sikelel' iAfrika»)               | 1997                                                      | Енох Сантонга, 1897 Корнелис Якобус Лангенховен, 1918                    | Мелодія з валійського гімну «Аберіствіт», Джозефа Паррі, 1876 Мартінус де Вілл'єрс, 1921 |           |
| Північна Корея    | «Патріотична пісня» (кор. «애국가») | 1947                                                      | Пак Се Юн, 1946                                                          | Кім Вон ґюн, 1945                                                                        |           |
| Саудівська Аравія | Національний гімн Саудівської Аравії (араб. النشيد الوطني السعودي)                                                                     | 1950 (музика) 1984 (слова)                                | Ібрагім Хафаджі, 1984                                                    | Абдул Рахман Аль-Кхатіб, 1947                                                            |           |
| Сирія             | «Захисники Батьківщини» (араб. «حماة الديار»)                                                                                          | 1938                                                      | Халіль Мардам Бек, 1936                                                  | Мухаммад Фулейфіль, 1936                                                                 |           |
| Сінгапур          | «Вперед, Сінгапуре!» (малай. «Majulah Singapura»)                                                                                      | 9 серпня 1965                                             | Зубір Саїд, 1958                                                         | Зубір Саїд, 1958                                                                         |           |
| Східний Тимор     | «Батьківщина» (порт. «Pátria») | 28 листопада 1979 (де-факто), 20 травня 2002 (де-юре)     | Франсишку Боржа да Коста                                                 | Афонсу Реденторе де Араужу                                                               |           |
| Таджикистан       | «Національна пісня» (тадж. «Суруди миллӣ»)                                                                                             | 7 вересня 1994                                            | Гулназар Келдієв                                                         | Сулейман Юдаков, 1946                                                                    |           |
| Таїланд           | Національний гімн Таїланду (тай. เพลงชาติไทย)                                                                                           | 1939                                                      | Луанг Саранупраран, 1939                                                 | Фра Чендуріян, 1932                                                                      |           |
| Туркменістан      | Державний гімн незалежного, нейтрального Туркменістану (туркм. Garaşsyz, Bitarap, Türkmenistanyň Döwlet Gimni)                         | 27 вересня 1996                                           | Сапармурат Ніязов, 1996 та інші                                          | Велі Мухатов, 1997                                                                       |           |
| Узбекистан        | «Мій сонячний, вільний край» (узб. «Serquyosh, hur oʻlkam»)                                                                            | 10 грудня 1992                                            | Абдулла Аріпов                                                           | Мутал Бурханов                                                                           |           |
| Філіппіни         | «Обрана земля» (тагал. «Lupang Hinirang»)                                                                                              | 1898                                                      | Хосе Пальма, 1899                                                        | Хуліан Феліпе, 1898                                                                      |           |
| Шрі-Ланка         | «Мати Шрі-Ланка» (синг. «ශ්රී ලංකා ජාතික ගීය» там. «ஸ்ரீ லங்கா தாயே»)                                                                               | 22 листопада 1951                                         | Ананда Самаракун, 1940                                                   | Ананда Самаракун, 1940                                                                   |           |
| Японія            | «Правління імператора» (яп. «君が代»)                                                                                                  | 26 жовтня 1880 (де-факто), 13 липня 1999 (де-юре)         | традиційна вака невідомого автора періоду Хейан, вперше опублікована 905 | Хаясі Хіроморі, Франц Екерт, 1880                                                        |           |

### Північна Америка
| Держава                  | Назва                                                                             | Затвердження                                      | Слова                                                                                           | Мелодія                                      | Аудіофайл |
| ------------------------ | --------------------------------------------------------------------------------- | ------------------------------------------------- | ----------------------------------------------------------------------------------------------- | -------------------------------------------- | --------- |
| Антигуа і Барбуда        | «Прекрасна Антигуа, ми прославляємо тебе!» (англ. «Fair Antigua, We Salute Thee») | 1981                                              | Новелл Гамільтон Річардс, 1967                                                                  | Волтер Гарнет Пікард Чемберс, 1967           |           |
| Багамські Острови        | «Вперед, Багами!» (англ. «March On, Bahamaland»)                                  | 1973                                              | Тімоті Гібсон                                                                                   | Тімоті Гібсон                                |           |
| Барбадос                 | «У достатку і в час нужди» (англ. «In Plenty and In Time of Need»)                | 1966                                              | Ірвінг Бурджі                                                                                   | Ван Роланд Едвардс                           |           |
| Беліз                    | «Земля вільних» (англ. «Land of the Free»)                                        | 21 вересня 1981                                   | Семюель Альфред Хейнс, 1963                                                                     | Селвін Уолфорд Янг, 1963                     |           |
| Гаїті                    | «Пісня про Десселіна» (фр. «La Dessalinienne» гаїт. креол. «Desalinyèn»)          | 1904                                              | Жюстьєн Леріссон, 1904                                                                          | Ніколя Жефрар, 1904                          |           |
| Гватемала                | «Гватемала, будь щаслива» (ісп. «¡Guatemala feliz...!»)                           | 1896                                              | Хосе Хоакін Пальма, 1896 , (редагування Хосе Марією Бонільєю, 1934)                             | Рафаель Альварес Овальє, 1897                |           |
| Гондурас                 | Національний гімн Гондурасу (ісп. Himno nacional de Honduras)                     | 13 листопада 1915                                 | Аугусто Констансіо Коельйо                                                                      | Карлос Хартлінг                              |           |
| Гренада                  | «Привіт, Гренадо» (англ. «Hail Grenada»)                                          | 1974                                              | Ірва Мерле Баптісте                                                                             | Льюїс Арнольд Масанто                        |           |
| Домініка                 | «Острів краси, острів величі» (англ. «Isle of Beauty, Isle of Splendour»)         | 1978                                              | Уілфред Оскар Морган Понд                                                                       | Лемюель Макферсон Крістіан                   |           |
| Домініканська Республіка | «Відважні сини Кіскеї» (ісп. «Quisqueyanos valientes»)                            | 30 травня 1934 (де-факто), 7 червня 1897 (де-юре) | Еміліо Прюдомм                                                                                  | Хосе Руфіно Рейєс Сіанкас                    |           |
| Канада                   | «О Канадо» (фр. «Ô Canada» (англ. «O Canada»)                                     | 21 травня 1939 (де-факто), 1 липня 1980 (де-юре)  | Адольф-Базіль Рутьє (франкомовний варіант), 1880 Роберт Стенлі Вейр (англомовний варіант), 1908 | Калікса Лавалле, 1880                        |           |
| Коста-Рика               | Національний гімн Коста-Рики (ісп. Himno nacional de Costa Rica)                  | 10 червня 1949                                    | Хорхе Марія Селедон Бренес, 1903                                                                | Мануель Марія Гутьєрес, 1852                 |           |
| Куба                     | «Пісня про Баямо» (ісп. «La Bayamesa»)                                            | 1902                                              | Педро Фігередо, 1868                                                                            | Педро Фігередо, 1868                         |           |
| Мексика                  | Національний гімн Мексики (ісп. Himno Nacional Mexicano)                          | 1854 (де-факто) 1943 (де-юре)                     | Франсіско Гонсалес Боканегра, 1853                                                              | Хайме Нуно Рока, 1854                        |           |
| Нікарагуа                | «Вітаємо тебе, Нікарагуа» (ісп. «¡Salve a ti, Nicaragua!»)                        | 26 лютого 1919                                    | Саломон Ібарра Майорга                                                                          | Луїс Абраам Дельгадільо                      |           |
| Панама                   | «Гімн панамському каналу» (ісп. «Himno Istmeño»)                                  | 1906                                              | Херонімо Осса                                                                                   | Сантос Хорхе Аматріян                        |           |
| Сальвадор                | Національний гімн Сальвадору (ісп. Himno Nacional de El Salvador)                 | 13 листопада 1953                                 | Хуан Хосе Каньяс, 1856                                                                          | Хуан Аберле, 1877                            |           |
| Сан-Томе і Принсіпі      | «Повна незалежність» (порт. «Independência total»)                                | 1975                                              | Алда ду Еспіріту Санту                                                                          | Мануель душ Сантос Баррето де Суза е Алмейда |           |
| Сент-Вінсент і Гренадини | «Сент-Вінсент, така красива земля» (англ. «Saint Vincent, Land So Beautiful»)     | 1979                                              | Філіс Джойс Макклін Панет, 1967                                                                 | Джоель Бертрам Мігель, 1967                  |           |
| Сент-Кіттс і Невіс       | «О, земля краси» (англ. «O Land of Beauty!»)                                      | 1983                                              | Кенрік Джорджес                                                                                 | Кенрік Джорджес                              |           |
| Сент-Люсія               | «Сини та дочки Сент-Люсії» (англ. «Sons and Daughters of Saint Lucia»)            | 1979                                              | Чарльз Джесі, 1967                                                                              | Летон Фелікс Томас, 1967                     |           |
| США                      | «Прапор, усипаний зорями» (англ. «The Star-Spangled Banner»)                      | 3 березня 1931                                    | Френсіс Скотт Кі, 1814                                                                          | Джон Стаффорд Сміт, 1780                     |           |
| Тринідад і Тобаго        | «Рухаючись від любові до свободи» (англ. «Forged from the Love of Liberty»)       | 1962                                              | Патрік Кастань                                                                                  | Патрік Кастань                               |           |
| Ямайка                   | «Ямайка — земля, яку ми любимо» (англ. «Jamaica, Land We Love»)                   | липень 1962                                       | Г'ю Шерлок, 1962                                                                                | Роберт Лайтборн, 1962                        |           |

### Південна Америка
| Держава   | Назва                                                                                 | Затвердження                                                                   | Слова                                  | Мелодія                                               | Аудіофайл |
| --------- | ------------------------------------------------------------------------------------- | ------------------------------------------------------------------------------ | -------------------------------------- | ----------------------------------------------------- | --------- |
| Аргентина | Національний гімн Аргентини (ісп. Himno Nacional Argentino)                           | 11 травня 1813 (де-факто), 24 квітня 1944 (де-юре)                             | Вісенте Лопес-і-Планес, 1812           | Блас Парера, 1813                                     |           |
| Болівія   | Національний гімн Болівії (ісп. Himno Nacional de Bolivia)                            | 18 листопада 1845 (де-факто), 1951 (де-юре)                                    | Хосе Ігнасіо де Санхінес               | Леопольдо Бенедетто Вінченті                          |           |
| Бразилія  | Національний гімн Бразилії (порт. Hino Nacional Brasileiro)                           | 7 квітня 1832 (де-факто), 21 січня 1890 (де-юре), 6 вересня 1922 (редагування) | Жоакім Осоріо Дуке Естрада, 1909       | Франциско Мануель да Сільва, 1822                     |           |
| Венесуела | «Слава сміливому народу» (ісп. «Gloria al Bravo Pueblo»)                              | 25 травня 1881                                                                 | Вісенте Саліас, 1810                   | Хуан Хосе Ландаета, 1810                              |           |
| Гаяна     | «Мила земле річок і рівнин Гаяни» (англ. «Dear Land of Guyana, of Rivers and Plains») | 1966                                                                           | Арчибальд Леонард Льюкер               | Роберт Сіріл Гладстон Поттер                          |           |
| Еквадор   | «Вітаємо тебе, Батьківщино» (ісп. «Salve, oh patria»)                                 | 10 серпня 1870                                                                 | Хуан Леон Мера, 1865                   | Антоніо Неумане, 1866                                 |           |
| Колумбія  | Національний гімн Республіки Колумбія (ісп. Himno nacional de Colombia)               | 18 жовтня 1920                                                                 | Рафаель Нуньєс, 1887                   | Оресте Сіндічі, 1887                                  |           |
| Парагвай  | «Парагвайці, республіка або смерть!» (ісп. «Paraguayos, ¡República o muerte!»)        | 20 травня 1846                                                                 | Франсіско Акунья Фігероа, 1846         | Невідомий автор (редагування Ремберто Гіменеса, 1833) |           |
| Перу      | «Ми вільні, будьмо такими завжди» (ісп. «Somos libres, seámoslo siempre»)             | 23 вересня 1821                                                                | Хосе-де-ла-Торре Угарте                | Хосе Бернардо Альседо                                 |           |
| Суринам   | «Нехай Бог буде з нашим Суринамом» (нід. «God zij met ons Suriname»)                  | 1959                                                                           | Корнеліс Атсес Хокстра та Генрі де Зіл | Йоханес Корстіанус де Пай                             |           |
| Уругвай   | «Уругвайці, Батьківщина або могила!» (ісп. «Orientales, la Patria o la Tumba!»)       | 8 липня 1833 (слова), 26 липня 1848 (музика)                                   | Франсіско Акунья Фігероа               | Франсіско Хосе Дебалі                                 |           |
| Чилі      | Національний гімн Чилі (ісп. Himno nacional de Chile)                                 | 17 вересня 1847                                                                | Еусебіо Лільо, 1847                    | Рамон Карнісер, 1828                                  |           |

### Африка
| Держава                          | Назва | Затвердження      | Слова | Мелодія                                                                    | Аудіофайл |
| -------------------------------- | --- | ----------------- | --- | -------------------------------------------------------------------------- | --------- |
| Алжир                            | Національний гімн Алжиру (араб. نشيد الجزائر الوطني) | 1963              | Муфді Закарія, 1956 | Мохаммед Фаузі                                                             |           |
| Ангола                           | «Анґоло, вперед!» (порт. «Angola Avante!») | 1975              | Мануел Руй Алвеш Монтейру | Руй Алберту Вієйра Діаш Мінґаш                                             |           |
| Бенін                            | «Світанок нового дня» (фр. «L'Aube nouvelle») | 1960              | Жільбер Жан Даньон | Жільбер Жан Даньон                                                         |           |
| Ботсвана                         | «Благословенно бути цією благородною землею» (сетсв. «Fatshe leno la rona»)                                                                                 | 1966              | Кгалеманго Тумедіско Мотсете, 1966                                                                                                  | Кгалеманго Тумедіско Мотсете, 1966                                         |           |
| Буркіна-Фасо                     | «Одна єдина ніч» (фр. «Une Seule Nuit») | 1984              | Томас Санкара | Томас Санкара                                                              |           |
| Бурунді                          | «Кохана Бурунді» (кір. «Burundi Bwacu» фр. «Burundi aimé»)                                                                                                  | 1962              | Жан-Батіст Нтахокайя | Марк Баренгаябо                                                            |           |
| Габон                            | «Згода» (фр. «La Concorde») | 1960              | Жорж Алека Дама | Жорж Алека Дама                                                            |           |
| Гамбія                           | «За Гамбію, за нашу Батьківщину» (англ. «For The Gambia Our Homeland»)                                                                                      | 1965              | Вірджинія Джулі Хоуі | Джеремі Фредерік Хоуі                                                      |           |
| Гана                             | «Боже, благослови нашу Батьківщину — Гану» (англ. «God Bless Our Homeland Ghana» ігбо «Yɛn Ара Asaase Ni»)                                                  | 1957              | Майкл Кваме Гбордзо, Ефрем Аму | Філіп Гбео, Ефрем Аму                                                      |           |
| Гвінея                           | «Свобода» (фр. «Liberté») | 1958              | ? | Фодеба Кеіта                                                               |           |
| Гвінея-Бісау                     | «Це наша кохана Батьківщина» (порт. «Esta É a Nossa Pátria Bem Amada»)                                                                                      | 1974              | Амілкар Кабрал | Ксяо Хе                                                                    |           |
| ДР Конго                         | «Підніміться конголезці» (фр. «Debout Congolais») | 1960—1971, 1997   | Жозеф Лутумба | Сімон-П'єр Бока ді Мпасі Лонді                                             |           |
| Джибуті                          | Державний гімн Джибуті (араб. نشيد جيبوتي الوطني) | 1977              | Аден Ельмі | Абді Роблех                                                                |           |
| Екваторіальна Гвінея             | «Йдемо шляхом нашого великого щастя» (ісп. «Caminemos pisando las sendas de nuestra inmensa felicidad»)                                                     | 12 жовтня 1968    | Атанасіо Ндонго Мійоне | Рамір Санчес Лопес                                                         |           |
| Еритрея                          | «Еритрея, Еритрея, Еритрея» (тигр. «ኤርትራ ኤርትራ ኤርትራ») | 1993              | Соломон Цехайе Беркі | Ісаак Абрахам Мехарезгі та Текле Тесфаціон                                 |           |
| Ефіопія                          | «Вперед, безцінна мати Ефіопія» (амх. «ወደፊት ገስግሺ ውድ እናት ኢትዮጵያ»)                                                                                             | 1992              | Дередже Мелаку Менгеш, 1957 | Селомон Луку Митику, 1950                                                  |           |
| Єгипет                           | «Батьківщина, Батьківщина, Батьківщина» (араб. «بلادي بلادي بلادي»)                                                                                         | 1979              | Мухаммед Юніс Аль-Каді, 1878 (в т.ч. промова Мустафи Каміля)                                                                        | Сайєд Дарвіш, 1920                                                         |           |
| Замбія                           | «Зупинись і заспівай про Замбію, величну і вільну» (англ. «Stand and Sing of Zambia, Proud and Free» бем. Lumbanyeni Zambia, no kwanga)                     | 1964              | Група авторів, 1964 | Енох Сантонга, 1897                                                        |           |
| Зімбабве                         | «Будь благословенною земле Зімбабве» (шон. «Simudzai Mureza Wedu weZimbabwe» сінд. «Kalibusiswe Ilizwe leZimbabwe» англ. «Blessed be the Land of Zimbabwe») | березень 1994     | Соломон Мутсвайро, 1994 | Фред Чангундега, 1994                                                      |           |
| Кабо-Верде                       | «Пісня свободи» (порт. «Cântico da Liberdade») | 1996              | Амілкар Спенсер Лопіш | Адалберту Ігіну Тавариш Сілва                                              |           |
| Камерун                          | «Пісня єднання» (фр. «Chant de Ralliement» англ. «The Rallying Song»)                                                                                       | 1957              | Рене Джам Афаме, Самюель Мінкіо Бамба та Моісе Н'ятте Нкоо, 1948 (англомовний варіант) Бенард Снокіка Фонлон (франкомовний варіант) | Рене Джам Афаме, 1948                                                      |           |
| Кенія                            | «О Боже, творець усього» (Суах. «Ee Mungu Nguvu Yetu») | грудень 1963      | Грем Хіслоп, Джордж Сенога-Заке, Томас Калюме, Пітер Кібукосія, Вашингтон Омонді, 1963                                              | Народна мелодія                                                            |           |
| Коморські Острови                | «Союз славетних островів» (кхмер. «Udzima wa ya Masiwa» фр. «L'Union des îles» араб. «اتحاد الجزر العظيمة»)                                                 | 1973              | Саїд Хашім Сіді Абдерімане | Саїд Хашім Сіді Абдерімане, Камільдіне Абдалла                             |           |
| Кот-д'Івуар                      | «Абіджанська пісня» (фр. «L'Abidjanaise») | 27 липня 1960     | Матьйо Екра, Жоашім Боні, Пє'р Марі Коті                                                                                            | Пє'р Марі Коті, П'єр Мішель Панго                                          |           |
| Лесото                           | «Лесото, земля наших батьків» (сес. «Lesōthō Fatše La Bo Ntat'a Rōna»)                                                                                      | 1966              | Франсуа Куайяр, 1869 | Фердинанд-Самюель Лор, 1823                                                |           |
| Ліберія                          | «Вся слава Ліберії, слава!» (англ. «All Hail, Liberia, Hail!»)                                                                                              | 1847              | Даніель Бешиель Уорнер | Олдсміт Лука                                                               |           |
| Лівія                            | «Лівія, Лівія, Лівія» (араб. «ليبيا، ليبيا، ليبيا») | 17 лютого 2011    | Аль-Башір Аль-Аребі, 1955 | Мохаммед Абд-аль-Вахаб, 1955                                               |           |
| Маврикій                         | «Батьківщина» (англ. «Motherland» фр. «Mère Patrie») | 1968              | Жан-Жорж Проспер | Філіп Жантіль                                                              |           |
| Мавританія                       | Національний гімн Мавританії (араб. نشيد وطني موريتاني фр. Le pays de la paternité est l'honorable cadeau)                                                  | 1960              | Баба ульд Шейх, XIX століття | Невідомий автор (редагування Толя Нікіпровецького)                         |           |
| Мадагаскар                       | «О, наша кохана Батьківщина» (малаг. «Ry Tanindrazanay malala ô» фр. «Ô Terre de nos ancêtres bien-aimée»)                                                  | 27 квітня 1959    | Рахаяса, 1958 | Норберт Рахарісоа                                                          |           |
| Малаві                           | «О Боже, благослови нашу землю Малаві» (чич. «Mulungu dalitsani Malaŵi» англ. «O God bless our land of Malaŵi»)                                             | 1964              | Міхаель-Фредрік Пауль Саке, 1964 | Міхаель-Фредрік Пауль Саке, 1964                                           |           |
| Малі                             | «За Африку і за тебе, Малі» (фр. «Pour l'Afrique et pour toi, Mali»)                                                                                        | 9 серпня 1962     | Сейдоу Бадан Кояте | Банзоумана Сісоко                                                          |           |
| Марокко                          | «Гімн Шерифів» (араб. «النشيد الشريف») | 1956              | Алі Скуалі Хуссаіні, 1970 | Лео Морган                                                                 |           |
| Мозамбік                         | «Кохана Батьківщина» (порт. «Pátria Amada») | 2002              | Саломао Джей. Маншіца | ?                                                                          |           |
| Намібія                          | «Намібія, земля хоробрості» (англ. «Namibia, Land of the Brave» нім. «Namibia, Land of the Brave» англ. «Namibië, Land van die Dapper»)                     | 1991              | Аксалі Буасеб, 1990 | Аксалі Буасеб, 1990                                                        |           |
| Науру                            | «Науру, наша Батьківщина» (наур. «Nauru Bwiema») | 1968              | Маргарет Хендрі | Лоуренс Генрі Хікс                                                         |           |
| Нігер                            | «Нігерці» (фр. «La Nigérienne») | 1961              | Моріс Альбер Тірье | Робер Жаке, Ніколя Абель Франсуа Фріонне                                   |           |
| Нігерія                          | «Постаньте, співвітчизники» (англ. «Arise, O Compatriots»)                                                                                                  | 1978              | Джон А. Ілечукву, Еме Етім Акпан, Б. А. Огуннайке, Соту Омоігуі, П. О. Адерібіге, 1978                                              | Нігерійський оркестр поліції під керівництвом Бенедикта Еліде Одіасе, 1978 |           |
| Південний Судан                  | «Південному Судану ура!» (англ. «South Sudan Oyee!») | 17 липня 2011     | Студенти і педагоги Університету Джуби, 2011                                                                                        | Студенти і педагоги Університету Джуби, 2011                               |           |
| Республіка Конго                 | «Конголезці» (фр. «La Congolaise») | 1951, 1991        | Жак Тондра, Жорж Кібангі, 1959 | Жан Ройє, Жозеф Спаділ'єр, 1959                                            |           |
| Руанда                           | «Чарівна Руанда» (руанд. «Rwanda Nziza») | 1 січня 2002      | Фостен Моріго | Жан-Боско Ашакаіман                                                        |           |
| Есватіні                         | «О Боже, даруючий блаженство сваті» (сваті «Nkulunkulu Mnikati wetibusiso temaSwati»)                                                                       | 6 червня 1968     | Андреасе Еноке Фан'яна Сімелане | Девід Кеннет Рікрофт                                                       |           |
| Сейшельські Острови              | «Піднімемося разом, всі сейшельці» (креол.«Koste Seselwa»)                                                                                                  | 18 червня 1996    | Давид Франсуа Марк Андре, Джордж Чарльз Роберт Пеєт, 1996                                                                           | Давид Франсуа Марк Андре, Джордж Чарльз Роберт Пеєт, 1996                  |           |
| Сенегал                          | «Зіграйте на своїх кора, вдарте в балафони» (фр. «Pincez tous vos koras, frappez les balafons»)                                                             | 1960              | Леопольд Седар Сенгор | Герберт Поппер                                                             |           |
| Сомалі                           | «Хваліть Батьківщину» (сом. «Qolobaa Calankeed») | серпень 2012      | Абдуллахі Карше, 1959 | Абдуллахі Карше, 1959                                                      |           |
| Судан                            | «Ми — армія Бога і нашої землі» (араб. «نحن جند الله جند الوطن»)                                                                                            | 1956              | Саїд Ахмет Мохамед Саліх, 1955 | Ахмет Мур'ян, 1955                                                         |           |
| Сьєрра-Леоне                     | «Славимо тебе, царство свободи» (англ. «High We Exalt Thee, Realm of the Free»)                                                                             | 1961              | Кліффорд Нельсон Пайл | Джон Джозеф Акар                                                           |           |
| Танзанія                         | «Боже, благослови Африку» (суах. «Mungu ibariki Afrika») | 1961              | Енох Сантонга, 1897 | Мелодія з валійського гімну «Аберіствіт», Джозефа Паррі, 1876              |           |
| Того                             | «Вітаю, земле наших предків» (фр. «Salut à toi, pays de nos aïeux»)                                                                                         | 1960—1979 1991    | Алекс Казимір-Доссе | Алекс Казимір-Доссе                                                        |           |
| Туніс                            | «Захисники Батьківщини» (араб. «حماة الحمى‎‎») | 12 листопада 1987 | Мостафа Садек аль-Рафеі, Абуль-Кассєм Ешеббі, 1930-ті                                                                               | Мохаммед Абд-аль-Вахаб, Ахмед Хейредін                                     |           |
| Уганда                           | «О Угандо, земле краси» (англ. «Oh Uganda, Land of Beauty»)                                                                                                 | 1962              | Джордж Уілберфорс Какома | Джордж Уілберфорс Какома                                                   |           |
| Центральноафриканська Республіка | «Відродження» (фр. «La Renaissance» санго «E Zingo») | 1960              | Бартелемі Боганда | Ербер Поппер                                                               |           |
| Чад                              | «Чадці» (фр. «La Tchadienne») | 1960              | Луї Гідроль | Поль Віл'яр                                                                |           |

### Океанія
| Держава                      | Назва                                                                                      | Затвердження                               | Слова                                                                           | Мелодія                                           | Аудіофайл |
| ---------------------------- | ------------------------------------------------------------------------------------------ | ------------------------------------------ | ------------------------------------------------------------------------------- | ------------------------------------------------- | --------- |
| Австралія                    | «Розвивайся, прекрасна Австраліє» (англ. «Advance Australia Fair»)                         | 19 квітня 1984                             | Пітер Доддс Маккормік, 1878                                                     | Пітер Доддс Маккормік, 1878                       |           |
| Вануату                      | «Ми, ми, ми» (бісл. «Yumi, Yumi, Yumi» англ. «We, We, We» фр. «Nous, nous, nous»)          | 1980                                       | Франсуа Вінсент Айссав                                                          | Франсуа Вінсент Айссав                            |           |
| Кірибаті                     | «Вставай, Кірибаті» (кір.«Teirake Kaini Kiribati» англ. «Stand up, Kiribati»)              | 1979                                       | Уріум Тамуера Йотеба                                                            | Уріум Тамуера Йотеба                              |           |
| Маршаллові Острови           | «Маршаллові острови — вічні» (англ. «Forever Marshall Islands»)                            | 1991                                       | Амата Кабуа                                                                     | Амата Кабуа                                       |           |
| Нова Зеландія                | «Боже, захисти Нову Зеландію» (англ. «God Defend New Zealand»)                             | 1940 (де-факто) 21 листопада 1977 (де-юре) | Томас Брекен (англомовний варіант), 1870-ті Томас Сміт (варіант на мові маорі)  | Джон Джозеф Вудс, 1876                            |           |
| Палау                        | «Наше Палау» (палау. «Belau rekid» англ. «Our Palau»)                                      | 1980                                       | Сальвадор Ріосан, Альфонсо Кебеколь, Герман Уметаро, Демей Отобед, сестра Лілін | Юмесеї О. Езекіл                                  |           |
| Самоа                        | «Прапор свободи» (англ. «The Banner of Freedom» самоан. O Le Fu'a o Le Sa'olotoga o Samoa) | 1962                                       | Сауні Ііга Куреса                                                               | Сауні Ііга Куреса                                 |           |
| Соломонові Острови           | «Боже, бережи наші Соломонові Острови» (англ. «God Save Our Solomon Islands»)              | 1978                                       | Панапаса Балекана, Матіла Балекана                                              | Панапаса Балекана                                 |           |
| Тонга                        | «Пісня короля островів Тонга» (тонг. «Ko e fasi ʻo e tuʻi ʻo e ʻOtu Tonga»)                | 1874                                       | Уелінгатоні Нгу Тупоумалохі                                                     | Карл Густав Шміт                                  |           |
| Тувалу                       | «Тувалу для Всемогутнього Бога» (тув. «Tuvalu mo te Atua»)                                 | 1978                                       | Афаесе Маноа                                                                    | Афаесе Маноа                                      |           |
| Федеративні Штати Мікронезії | «Патріоти Мікронезії» (англ. «Patriots of Micronesia»)                                     | 1991                                       | ?                                                                               | Німецька студентська пісня «Ich hab mich ergeben» |           |
| Фіджі                        | «Боже, благослови Фіджі!» (англ. «God Bless Fiji» фідж. «Meda Dau Doka»)                   | 1970                                       | Майкл Френсіс Олександр Прескотт                                                | Чарльз Остін Майлс, 1911                          |           |

## Інші гімни

### Королівські гімни
| Монархічна держава | Назва                                                                                       | Затвердження            | Слова                                  | Мелодія                                              | Музичний приклад |
| --- | ------------------------------------------------------------------------------------------- | ----------------------- | -------------------------------------- | ---------------------------------------------------- | ---------------- |
| Королівства Співдружності - Австралія - Антигуа і Барбуда - Барбадос - Беліз - Гренада - Канада - Папуа Нова Гвінея - Нова Зеландія - Сент-Вінсент і Гренадини - Сент-Люсія - Соломонові Острови - Багамські Острови - Велика Британія - Тувалу - Сент-Кіттс і Невіс - Ямайка | «Боже, бережи королеву» (англ. «God Save the Queen»)                                        | 15 жовтня 1745          | ?                                      | ?                                                    |                  |
| Данія | «Король Крістіан стояв біля високої щогли» (дан. «Kong Christian stod ved højen Mast»)      | 1780                    | Йоханс Евальд, 1778                    | Йохан Хартмен                                        |                  |
| Люксембург | «Вільгельм» (люксемб. «Wilhelmus»)                                                          | 1919                    | Ніколаус Вельтер                       | ?                                                    |                  |
| Норвегія | «Боже, благослови короля!» (норв. «Gud sign vår konge god!» нюн. «Gud sign vår konge god!») | 1906                    | Генрік Верґеланн, Густав Єнсен         | Мелодія з британського гімну «Боже, бережи королеву» |                  |
| Таїланд | Королівський гімн Таїланду (тай. สรรเสริญพระบารมี)                                            | 1913                    | Нарісара Нувадівонгс, 1913             | ?                                                    |                  |
| Швеція | «З глибини шведського серця» (швед. «Ur svenska hjärtans djup en gång»)                     | XIX століття (де-факто) | Карл Вільгельм Август Страндберг, 1844 | Отто Ліндблад, 1844                                  |                  |

### Колишні гімни сучасних держав
| Держава                      | Назва | Роки                                                                                  | Слова                                                                                                 | Мелодія                                                                             | Аудіофайл |
| ---------------------------- | --- | ------------------------------------------------------------------------------------- | --- | ----------------------------------------------------------------------------------- | --------- |
| Афганістан                   | «Фортеця ісламу, серце Азії» (дарі «قلعه اسلام قلب اسیا جاویدان‎‎»)                                                                                        | 2002—травень 2006                                                                     | Невідомий автор (можливо Дауд Фарані)                                                                 | Устад Касим                                                                         |           |
| Ватикан                      | «Тріумфальний марш» (італ. «Gran Marcia Trionfale») | 11 лютого 1929—24 грудня 1949 (де-юре)                                                | — | Віктор Галмаєр                                                                      |           |
| Гондурас                     | «Боже, бережи Гондурас» (ісп. «Dios Salve a Honduras»)                                                                                                   | Кінець XIX століття—13 листопада 1915                                                 | ? | Лауркано Кампос                                                                     |           |
| Грузія                       | «Хвала» (груз. «დიდება») | 14 листопада 1990—23 квітня 2004                                                      | Костянтин Посхверашвілі, 1918                                                                         | Костянтин Посхверашвілі, 1918                                                       |           |
| Іран                         | «Міцний Іран, на віки вічні» (перс. «پاینده بادا ایران»)                                                                                                 | 1980—1990                                                                             | ? | Аболхасем Халат                                                                     |           |
| Кабо-Верде                   | «Це наша кохана Батьківщина» (порт. «Esta É a Nossa Pátria Bem Amada»)                                                                                   | 1975—1996                                                                             | Амілкар Кабрал                                                                                        | Ксяо Хе                                                                             |           |
| Казахстан                    | Національний гімн Республіки Казахстан (каз. Қазақстан Республикасының Мемлекеттік Әнұраны)                                                              | 1992—6 січня 2006                                                                     | Музафар Алімбаєв, Туманбай Мулдагалієв, Кадир Мирзалієв, Жадира Дарібаєва                             | Мукан Тулебаєв, Євген Брусилівський, Латіф Хаміді                                   |           |
| КНР                          | «Червоніє Схід» (спрощ.: 东方红; кит. трад.: 東方紅; піньїнь: Dōngfāng Hóng)                                                                             | 1966—1978 (де-факто)                                                                  | Лі Юань, 1942                                                                                         | Народна мелодія                                                                     |           |
| Кувейт                       | «Мир Еміру» (араб. «السلام الأميري») | 19 червня 1961—25 лютого 1978                                                         | ? | Юсуф Адіс                                                                           |           |
| Маршаллові Острови           | «Я обожнюю острови» (марш. «Ij Io̧kwe Ļo̧k Aelōn̄ Eo Aō»)                                                                                                   | 1979—21 жовтня 1986 (де-факто) 21 жовтня 1986—1991 (де-юре)                           | ? | Самуель Лангрін                                                                     |           |
| Мозамбік                     | «Слава, слава ФРЕЛІМО» (порт. «Viva, Viva a FRELIMO») | 1 грудня 1990—30 квітня 2002                                                          | Джастін Сігулане Чемане, 1970 З 1994 виконувався без слів                                             | Джастін Сігулане Чемане, 1970 З 1994 виконувався без слів                           |           |
| Молдова                      | «Прокинься, румуне!» (рум. «Deșteaptă-te, române!») | 1991—16 липня 1994                                                                    | Андрей Мурешану, 1848                                                                                 | Панн Антон                                                                          |           |
| Нігер                        | «Нігерія, ми обожнюємо тебе» (англ. «Nigeria, We Hail Thee»)                                                                                             | 1 жовтня 1963—1978                                                                    | Ліліан Жан Вільямс                                                                                    | Френсіс Бенда                                                                       |           |
| Нікарагуа                    | «Чарівність верховенства влади» (ісп. «Hermosa Soberana»)                                                                                                | 1893—1910                                                                             | Невідомий автор (можливо Рубен Даріо, Сантьяго Аргуелло або Сантьяго Аргуелло або Мануель Мальдонадо) | Алехандро Козін                                                                     |           |
| ПАР                          | Зов Південної Африки (афр. Die Stem van Suid-Afrika англ. The Call of South Africa)                                                                      | 31 травня 1961—10 жовтня 1997                                                         | Корнеліс Якобус Лангенховен, 1918                                                                     | Мартінус Лоуренс де Вільєрс, 1921                                                   |           |
| Сан-Марино                   | «Тріумф братської любові» (італ. «Giubilanti d'amore fraterno»)                                                                                          | [невідомо]—11 вересня 1894                                                            | Ауреліо Муссіолі                                                                                      | Улісс Балсімеллі                                                                    |           |
| Росія                        | «Патріотична пісня» (рос. «Патриотическая песня») | 26 грудня 1991—27 грудня 2000                                                         | — | Польський релігійний гімн «Христос, день нашого просвітлення», Михайло Глінка, 1833 |           |
| Руанда                       | «Наша Руанда» (руанд. «Rwanda Rwacu») | 1962—1 січня 2002                                                                     | Абупрунтві, 1960                                                                                      | Абупрунтві, 1960                                                                    |           |
| Сейшельські Острови          | «Пишайтеся Сейшелами» (креол. «Fyer Seselwa») | 1978—2004                                                                             | ? | П'єр Дастрос-Гезе                                                                   |           |
| Сейшельські Острови          | «Уперед!» (фр. «En Avant») | 1976—1978                                                                             | ? | ?                                                                                   |           |
| Туніс                        | «Вічне призначення» (араб. «ألا خلّدي‎») | 20 березня 1958—7 листопада 1987                                                      | Джалаледдін Наккаш                                                                                    | Салах Ель-Махді                                                                     |           |
| Федеративні Штати Мікронезії | «Передмова» (марш. «Preamble») | 1979—3 листопада 1986 (де-факто) 3 листопада 1986—1991 (де-юре)                       | ? |                                                                                     |           |
| Чилі                         | Національний гімн Чилі (ісп. Himno Nacional de Chile) | 20 серпня 1820—23 грудня 1828 (музика) (де-факто) —17 вересня 1847 (слова) (де-факто) | Бернардо де Вера і Пінтадо, 1819                                                                      | Мануель Гутьєррес Роблес, 1820                                                      |           |
| Швейцарія                    | «Туди, де мене кличе Батьківщина» (нім. «Rufst du, mein Vaterland» фр. «Ô Monts indépendants» італ. «Ci chiami o Patria» ромш. «Clomas d’e, tger paeis») | 1846—25 липня 1957                                                                    | Йоганн Рудольф Вісс, 1811 Анрі Рохріш, 1857                                                           | Мелодія з британського гімну «Боже, бережи королеву»                                |           |

## Додаткова інформація